# Droits de l'homme en Azerbaïdjan
Cette page contient des caractères spéciaux ou non latins. S’ils s’affichent mal (▯, ?, etc.), consultez la page d’aide Unicode.
La situation des droits de l'homme en Azerbaïdjan fait l'objet de critiques de plusieurs organisations indépendantes adressées au gouvernement azerbaidjanais,,. Formellement, l'Azerbaïdjan, membre du Conseil des droits de l'homme des Nations unies et du Conseil de l'Europe, est tenue de veiller respectivement au respect de la Convention européenne des droits de l'homme et de la Déclaration universelle des droits de l'homme.
Les accusations, émanant essentiellement d'organisations non gouvernementales portent notamment sur des arrestations arbitraires, des détentions indéfinies, des violences, de la torture et des cas de disparition forcées. En dépit de l'existence de médias indépendants, les journalistes qui critiquent le gouvernement sont souvent harcelés, emprisonnés voire agressés physiquement.
Une nouvelle étape est atteinte lorsque l’Azerbaïdjan porte plainte contre des journalistes français pour une émission diffusée le 7 septembre 2015 sur France 2, et en particulier pour un reportage intitulé Mon président est en voyage d’affaires qualifiant l'État caucasien de « dictature, l’une des plus féroces au monde », entraînant ainsi la mise en examen de la journaliste Élise Lucet pour « diffamation envers particulier » et de la présidente de France Télévisions, Delphine Ernotte, pour « complicité ». D'autres médias, français comme internationaux, qualifient également le pays de dictature. En novembre 2017, la plainte est déclarée irrecevable, un État ne pouvant porter plainte pour diffamation à l'encontre d'un particulier.
Dans le domaine de la liberté de la presse, l'organisation Reporters sans frontières classe dans son rapport annuel de 2012 l'Azerbaïdjan 162e sur 179 avec un score de 87,25. Le président Ilham Aliyev, qui succède à son père Heydar Aliyev, entretient un culte de la personnalité. Il a été souvent critiqué sur l'aggravation de la situation des libertés civiles,. Les manifestations publiques contre le gouvernement en place ne sont pas tolérées, les autorités usent de la force quand elles ont lieu. Depuis la dissolution de l'Union soviétique et l'indépendance de l'Azerbaïdjan en 1993, aucune élection n'a été qualifiée de libre et équitable par les observateurs internationaux,,.

## Position du gouvernement azerbaïdjanais
La Constitution de la République d'Azerbaïdjan énumère dans son chapitre 3 les droits fondamentaux. Un décret présidentiel de Haydar Aliyev de 1998 renforcé par une loi constitutionnelle en 2001, met en place une commission (ombudsman) pour la promotion des droits de l'homme en Azerbaïdjan. La mission qui lui est attribuée est de restaurer les droits de l'homme et les libertés inscrits dans la Constitution de la République d'Azerbaïdjan et les traités internationaux où prend parti la République d'Azerbaïdjan, violés par le gouvernement, les corps municipaux et les représentants de la République d'Azerbaïdjan, et de prévenir la violation des droits de l'homme dans les cas envisagés dans la présente loi constitutionnelle,. Elle est présidée par la commissaire Elmira Süleymanova (en) du 2 juillet 2002 au 29 novembre 2019.
L'ombudsman azéri pour les droits de l'homme a publié avec l'Organisation pour la sécurité et la coopération en Europe deux rapports, dans le cadre d'un dispositif national de prévention de la torture.

## Prisonniers politiques
La communauté internationale fait pression sur l'Azerbaïdjan pour la libération de ses nombreux prisonniers politiques. Après son intégration au Conseil de l'Europe, l'Azerbaïdjan a libéré une centaine de ces prisonniers, mais beaucoup d'entre eux restent en détention et des militants de l'opposition sont incarcérés sans fondement délictuel. De nombreux militants pour les droits des Talyshs Novruzali Mammadov, Atakhan Abilov, Alikram Hummatov sont reconnus comme étant prisonniers ou réfugiés politiques par des ONG,.
Le régime autoritaire du clan Aliev exerce une pression constante sur l'opposition en général. Selon l'OGN Human Rights Watch une cinquantaine de militants et journalistes ont été condamnés à de la prison depuis 2012. Le 30 juillet 2014, Leyla Yunus, figure emblématique de l'opposition, est arrêtée sous prétexte de haute trahison et espionnage ; le 5 décembre c'est au tour de la journaliste d'investigation Khadija Ismayilova coupable d'enquêter sur la richesse et la corruption du clan Aliev.

## « Diplomatie du caviar »
Entre 2015 et 2017, plusieurs enquêtes journalistiques dénoncent la « diplomatie du caviar » mise en place par l'Azerbaïdjan,,. Le régime aurait ainsi dépensé 2,5 milliards d’euros entre 2008 et 2016 pour acheter des soutiens à l'étranger et influencer des votes, notamment afin de « faire taire les critiques sur la répression politique orchestrée par le clan du président Ilham Aliev, au pouvoir depuis quatorze ans ».

## Situation au Nakhitchevan

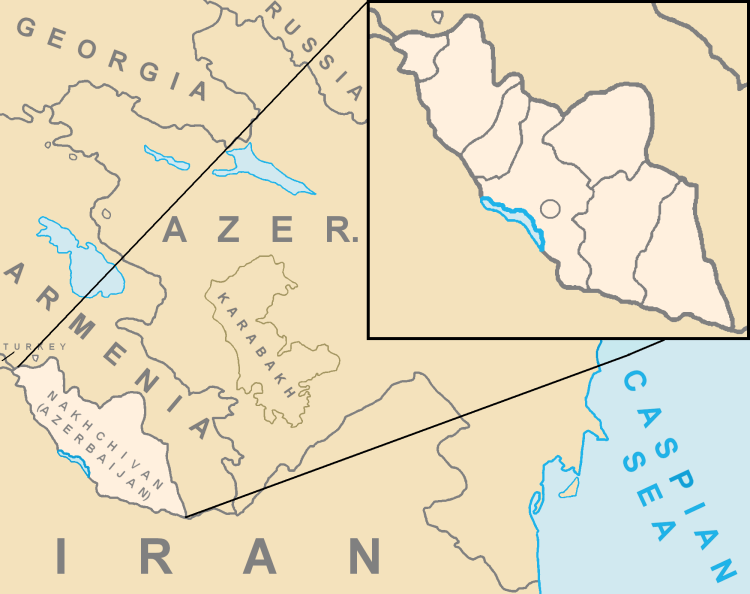
Le Nakhitchevan est enclavé entre l'Arménie, l'Iran et la Turquie

Le respect des droits de l'homme dans l'exclave azérie du Nakhitchevan serait très faible. Elle a été qualifiée de "Corée du Nord d'Azerbaïdjan" par Radio Free Europe en 2007, de "zone de non-droit" par Reporters sans frontières ou bien de "laboratoire de la répression" par l'agence de presse indépendante azérie Turan. Le territoire a le statut de république autonome, sous l'autorité de Vasif Talibov. Celui-ci aurait usé de violences policières, retreint drastiquement les libertés civiles et fait usage de corruption,,.

## Film documentaire
- 2013 : Amazing Azerbaïdjan! de Liz Mermin, film documentaire réalisé à la suite des remous provoqués par la victoire de la chanson Running Scared présentée par l'Azerbaïdjan au concours Eurovision de la chanson 2011.
- 2021 : Benoît Bringer et Laurent Richard, La Caviar Connection

## Arrêts de la cour européenne des droits de l'homme
La cour européenne des droits de l'homme a prononcé un nombre important d'arrêts (37 au 1er juillet 2021) qui ont conclu à au moins une violation de la Convention européenne des droits de l’homme par l'Azerbaïdjan. Notamment :
- Arrêt du 27 février 2020 en faveur de la journaliste Khadija Ismayilova[38]
- Arrêt du 14 octobre 2021 en faveur du fondateur du Democracy and Human Rights Resource Centre, Asabali Gurban oglu Mustafayev[39]